# Култура Мађарске
Култура Мађарске варира у зависности од дела Мађарске, од главног града Будимпеште на Дунаву до Великих равница које граниче са Украјином. Мађарска има богату традицију народних заната, укључујући, на пример, везење, украшену керамику и резбарије. Мађарска музика се креће од рапсодија Франца Листа и народне музике до модерних песама под утицајем народне музике и ромске музике. Мађарска има богату и разноврсну књижевност са многим песницима и писцима, мада многи нису познати у иностранству због ограничене преваленције мађарског језика. Познати аутори су Шандор Марај и Имре Кертес, који су стекли признање у последњих неколико деценија. Јањош Кодолањи је био познат у Италији и Финској средином 20. века. Имре Кертес је добитник Нобелове награде за књижевност 2002. године. Петер Естерхази је популаран у Аустрији и Немачкој, а Магда Сабо је недавно постала позната и у Европи.

## Архитектура
У Мађарској се налази највећа синагога у Европи (Велика синагога), највећа медицинска бања у Европи (Сечењијева бања), трећа највећа црква у Европи (Острогонска базилика), друга по величини територијална опатија на свету (Манастир у Панонхалми), други по величини барокни дворац на свету (Геделе), и највећа праисторијска некропола ван Италије (Печуј).

## Музика
Музика Мађарске углавном се састоји од традиционалне мађарске народне музике и музике истакнутих композитора као што су Франц Лист (мађ. Ferenc Liszt), Франц Шмит (мађ. Franz Schmidt), Ернст фон Донањи (мађ. Ernő Dohnányi), Бела Барток (мађ. Béla Bartók), Золтан Кодали (мађ. Zoltán Kodály), Ђерђ Лигети (мађ. György Ligeti) и Миклош Рожа (мађ. Miklós Rózsa). Традиционална мађарска музика има јак дактилски ритам, јер је на мађарском језику први слог сваке речи стално наглашен. У Мађарској постоји и низ међународно признатих композитора савремене класичне музике, међу којима су Ђерђ Куртаг (мађ. György Ligeti), Петер Етвеш (мађ. Péter Eötvös) и Золтан Јенеј (мађ. Zoltán Jeney).
Лист није говорио мађарски све до 1870. године када је почео да учи језик, али се јасно представио као Мађар и основао Музичку академију. По њему је назван Аеродром Ференц Лист Будимпешта. Барток је такође рођен у бившој Краљевини Мађарској; Ђерђ Лигети је рођен у Трансилванији, након што је пребачена у Румунију; обојица су студирали на Академији Лист, затим су живели и радили изван Панонске низије.
Мађарска је дала велики допринос на пољу традиционалне, забавне и класичне музике. Мађарска народна музика је истакнути део националног идентитета и наставља да игра главну улогу у мађарској музици. Мађарска народна музика је имала утицај у суседним областима као што су Румунија, Словачка, Пољска, а посебно у јужној Словачкој и румунском региону Трансилванији, која је дом значајног броја Мађара.
Бротон тврди да је мађарски „инфективни звук изненађујуће утицајан на суседне земље (можда захваљујући заједничкој аустроугарској историји) и није необично чути мађарске мелодије у Румунији, Словачкој и Пољској”. Такође је јака у жупанији Саболч-Сатмар-Берег и на југозападном делу Подунавља, у близини границе са Хрватском. Карневал Busójárás у Мохачу је велики мађарски народни музички догађај.
Мађарска класична музика је дуго била „експеримент, направљен од мађарских предака и на мађарском тлу, да би се створила свесна музичка култура [користећи] музички свет народне песме”. Иако је мађарска виша класа одавно имала културне и политичке везе са остатком Европе, што је довело до прилива европских музичких идеја, рурални сељаци су задржали своје традиције, тако да су крајем 19. века мађарски композитори могли да се ослањају на руралну сељачку музику за (поновно) стварање мађарског класичног стила. На пример, Бела Барток и Золтан Кодали, два најпознатија мађарска композитора, познати су по употреби народних тема у својој музици. Барток је сакупио народне песме из целе Централне Европе, укључујући Румунију и Словачку, док је Кодали био више заинтересован за стварање изразито мађарског музичког стила.
У доба комунистичке владавине у Мађарској (1944—1989), Одбор за песме је прегледао и цензурисао популарну музику за трагове субверзије и идеолошке нечистоће. Од тада, међутим, мађарска музичка индустрија је почела да се опоравља, производећи успешне извођаче на пољу џеза као што су трубач Рудолф Томситс, пијаниста-композитор Кароли Биндер, и у модернизованом облику мађарске народне музике, Ференца Себоа и Марте Себестијен. Три гиганта мађарског рока, Illés, Metro и Omega, и даље су веома популарни, посебно Omega, која поред Мађарске има обожаваоце у Немачкој и шире. Ветерански андерграунд бендови из 1980-их, као што је Beatrice, такође су и даље популарни.

## Књижевност
У најранијим временима, мађарски језик је писан ровашким писмом. Земља је прешла на латиницу након што је била покрштена под владавином Стефана I Угарског (1000–1038). Нема постојећих докумената од пре 11. века.
Најстарији писани запис на мађарском језику је одломак из оснивачке повеље опатије Тихани (1055) који, иако је углавном написан на латинском језику, садржи неколико мађарских израза, међу којима су речи feheruuaru rea meneh hodu utu rea, "на војном путу до Фехервара". Најстарији комплетан текст је Погребна проповед и молитва (Halotti beszéd és könyörgés) (1192—1195), превод латинске проповеди. Најстарија песма је Стари мађарски ламенти Марије (Ómagyar Mária-siralom), такође превод са латинског, иако погрешан, из 13. века. То је уједно и најстарија преживела уралска песма.
Међу првим хроникама мађарске историје биле су Летопис Мађара (Gesta Hungarorum) непознатог аутора који се називао Анонимус, и Летопис Хуна и Мађара (Gesta Hunnorum et Hungarorum) Симона Кезаија, оба написана на латинском. Ове хронике су спој историје и легенди, тако да нису увек историјски тачне. Друга хроника је Илустрована хроника (Képes krónika), која је написана за Лајоша I Анжујског.
Ренесансна књижевност је цветала под владавином краља Матије Корвина (1458–1490). Јан Панонијус - иако је писао на латинском - сматра се једним од најважнијих писаца у мађарској књижевности; он је био и једини значајан мађарски хуманистички песник тог периода. Прва штампарија основана је за време Матијеве владавине, а основао је Андраш Хес у Будиму. Прва књига штампана у Мађарској била је Chronica Hungarorum.
Библиотека Матије Корвина, Bibliotheca Corviniana, била је међу највећим европским збиркама секуларних историјских хроника и филозофских и научних радова у 15. веку. Године 1489. Бартоломео дела Фонте из Фиренце написао је да је Лоренцо де Медичи основао сопствену грчко-латинску библиотеку након што је био инспирисан примером мађарског краља. Библиотека Матије Корвина сада је део Унескове Светске баштине. Две друге важне личности мађарске ренесансе су песници Балинт Балаши и Шебештјен Тиноди.
Најважнији песници периода после владавине краља Матије су били Балинт Балаши (1554–1594) и Никола Зрински (1620–1664). Балашијева поезија, која одражава средњовековне утицаје, може се поделити у три групе: љубавне песме, ратне песме и верске песме. Најзначајније дело Зринског, епска песма Опасност од Зигета (Szigeti veszedelem, 1648-49) написано је на начин сличан Илијади. У песми Зрински приповеда јуначку битку код Зигетвара, где је његов прадеда умро док је бранио дворац Зигетвар. Међу религиозним радовима, најважнији је превод Библије Гаспара Кароља, протестантског пастора Гонца, који је завршен 1590. године.
Мађарско просветитељство уследило је педесет година након западноевропског просветитељства и стигло је до Мађарске преко Беча. Први писци мађарског просветитељства били су, између осталог, телохранитељи Марије Терезије Ђерђ Бесењеј и Јанош Бацањи. Највећи песници овог периода били су Михај Чоконај Витез и Даниел Бержењи. Просветитељство је довело до реформе мађарског језика. Највећа личност у овој реформи био је Ференц Казинци. Почевши од тог времена, мађарски језик је постао користан за научно писање, и многе речи су сковане да би се именовали нови проналасци.
Мађарска књижевност је недавно постала позната изван граница Мађарске, углавном преко немачких, француских и енглеских превода. Неки модерни мађарски аутори постали су популарни у Немачкој и Италији, посебно Шандор Марај, Петер Естерхази, Петер Надас и Имре Кертес. Кертес је савремени јеврејски писац и преживела жртва холокауста који је добио Нобелову награду за књижевност 2002. године.
Класици мађарске књижевности остали су углавном непознати изван Мађарске. Јанош Арани, чувени песник из 19. века, још увек је веома вољен у Мађарској, посебно његова збирка балада. Арани је међу неколико других „правих класика” укључујући Шандора Петефија, песника револуције из 1848. године, Ендре Ади, Михаљ Бабич, Деже Костолањи, Атила Јожеф и Јанош Пилински. Други мађарски аутори су Ференц Мора, Геза Гардони, Жигмонд Мориц, Ђула Иљеш, Алберт Вас и Магда Сабо. Вилмос Кондор је створио нови тренд последњих година, а спомиње се као творац мађарског ноара.

## Кухиња
Традиционална јела као што је светски познати гулаш (gulyás чорба или gulyásleves супа) су популарна. Јела су често зачињена паприком (млевена црвена паприка), мађарском иновацијом. Густа, тешка мађарски кисела павлака која се назива tejföl се често користи за омекшавање укуса јела. Позната мађарска чорба од топле рибе звана рибља чорба или halászlé је обично богата мешавина неколико врста риба.
Остала јела укључују пилећи паприкаш, фоа гра од гушчје јетре, pörkölt чорба, vadas (дивљач са умаком од поврћа и кнедле), пастрва са бадемима или сланим и слатким кнедлама, и túrós csusza, (кнедле са свежим домаћим сиром и густом киселом павлаком). Посластице укључују култну добош торту, штрудле (rétes), пуњене јабуком, трешњом, маком или сиром, гундел палачинке, кнедле од шљива (szilvás gombóc), somlói dumplings, десертне супе као што је супа од вишње и слатки кестен пире (gesztenyepüré)(кувани кестен пире са шећером и румом, раздвојени на мрвице и преливени шлагом). Переци и кифле су широко популарна пецива.
Csárda је најкарактеристичнији тип мађарске гостионице, коноба у старом стилу која нуди традиционалну кухињу и пића. Borozóобично означава удобну старомодну винотеку, pinceје пивски или вински подрум, а sörözőје пивница која нуди точено пиво и понекад јела. Bisztró је јефтин ресторан често са самопослуживањем. Büfé је најјефтиније место, мада се може десити да једете стојећи за пултом. Пецива, колачи и кафа се служе у ресторану cukrászda, док је eszpresszó кафетерија.

### Алкохолна пића
Палинка је воћни вињак, дестилован из воћа које се узгаја у воћњацима Велике мађарске равнице. То је алкохолно пиће које је рођено у Мађарској и долази у различитим укусима, укључујући кајсије (barack) и вишње (cseresznye). Међутим, шљива (szilva) је најчешћи укус. Иако су доступни многи укуси, палинка од јагода или ораха сматра се ретком и скупом деликатесом; варијације такође укључују палинку заслађену медом или воћним лежиштима испод течности.
Пиво се добро слаже са многим традиционалним мађарским јелима. Пет главних мађарских пивара су Borsodi, Soproni, Arany Ászok, Kőbányai и Dreher.
Како каже Хју Џонсон у књизи The History of Wine („Историја вина”), територија Мађарске је идеална за производњу вина. Од пада комунизма дошло је до ренесансе мађарске производње вина. Избор доброг вина се из године у годину повећава. Земља се може поделити на шест винских регија, међу којима су Северно-подунавље, Балатон, Јужна Панонија, Дуна-регија или Alföld, Горња Угарска и Токајски виногради. Мађарски винарски региони нуде велики избор стилова, од којих су главни производи земље елегантни и пуни суви бели с добром киселости, иако сложени слатки бели (Токај), елегантни (Јегра) и робусни црвени (Вилањ и Сексард). Главне сорте су грашевина, hárslevelű, фурминт, Пино гри или Szürkebarát, шардоне (бело), франковка (или Blaufrankisch на немачком), кадарка, португизер, цвајгелт, каберне совињон, каберне фран и мерлот. Најпознатија вина из Мађарске су Tokaji Aszú и Egri Bikavér.
Tokaji, што значи "из Токаја", користи се за означавање вина из винског региона Токајских винограда. Вино „Токајац” је добило признања од многих великих писаца и композитора, укључујући Бетовена, Листа, Шуберта и Гетеа; Омиљено вино Јозефа Хајнда је био Токајац.
Више од 150 година, мешавина од 40 мађарских биљака је коришћена за стварање ликера Уникум (Unicum). Уникум је горки, тамно обојени ликер који се може попити као аперитив или након оброка; тврди се да ово помаже у варењу. Рецепт се чува у тајности од стране породице Цвек.

## Спорт
Само седам земаља (САД, СССР, Велика Британија, Француска, Италија, Кина и Немачка) освојиле су више златних медаља на Летњим олимпијским играма од Мађарске. Мађарска је друга по броју олимпијских златних медаља по глави становника на Летњим олимпијским играма. Девета је по реду од 211 земаља учесница по укупном броју освојених медаља на Олимпијским играма, са укупно 465 медаља, упркос чињеници да је Мађарска била кажњена и забрањено јој је учешће на Олимпијским играма 1920. и 1984. године. На Летњим олимпијским играма Мађарска је од 1928. до 1996. године била међу првих десет најбољих земаља (по златним медаљама) када им је било дозвољено да се такмиче. Мађарска је на Летњим олимпијским играма 1936., 1952., 1956. и 1960. године била трећа по реду по броју златних медаља.
Међу најпознатијим Мађарима је фудбалер Ференц Пушкаш. Дао је 84 гола у 85 интернационалних утакмица за Мађарску и 511 голова у 533 меча у мађарској и шпанској лиги. Пушкаш је играо у финалу Светског првенства у фудбалу 1954. против Западне Немачке. Након мађарске револуције 1958. године, емигрирао је у Шпанију, гдје је играо у легендарном Реал Мадриду заједно са Алфредом Ди Стефаном и Франсиском Гентом.
Мађари су такође познати по својим умећима у воденим спортовима, углавном пливању, ватерполу (у којем су поразили совјетски тим 1956) и вожњи кауном (освојили су више медаља). Упркос чињеници да Мађарска не излази на море, две велике реке (Дунав и Тиса) и велико језеро (Балатон), пружају одличне могућности за бављење воденим спортовима. Последњих година је забележен и стални пораст броја голфера у земљи; спорт се много развио током протеклих 20 година (након пада социјализма), али економска ситуација омета даљњи развој голф терена.
Неки од најбољих спортиста мачевању сабљама на свету у историји су дошли из Мађарске.
Кошаркашка репрезентација Мађарске била је једна од главних европских кошаркашких снага од средине 1940-их до средине 1960-их, када је освојила неколико медаља на Европском првенству у кошарци и често се квалификовала за Летње олимпијске игре. Протеклих деценија тим је ређе показивао свој потенцијал. Његов најпознатији играч последњих деценија био је Корнел Давид.
Репрезентација Мађарске у хокеју на леду се такође квалификовала за своје прво светско првенство у више од 70 година.